# Tomás de Carvalho

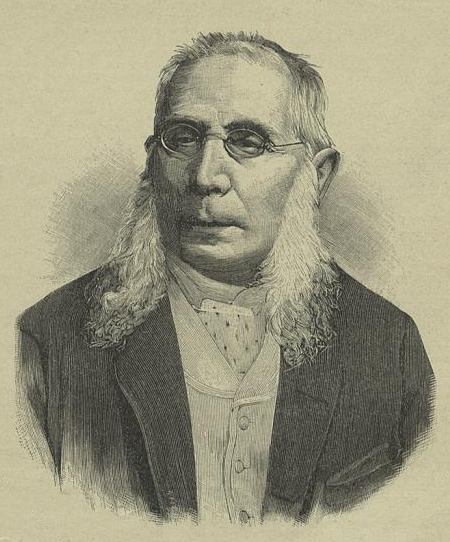
Tomás de Carvalho

Tomás de Carvalho ComSE (* 24. Dezember 1819 in Porto, Portugal; † 3. Juni 1897 in Lissabon, Portugal) war ein portugiesischer Arzt, Professor der Medizin und Politiker.

## Werdegang
Carvalho war der Sohn von José de Carvalho und Rita de Cássia de Carvalho. An der medizinischen Fakultät der Universität von Paris promovierte er und engagierte sich in Frankreich in seinen jungen Jahren für republikanische Ideen, die zur Februarrevolution 1848 und der Zweiten Französischen Republik führten. Nach seiner Rückkehr nach Portugal war er Professor für Anatomie und Direktor der Medizinisch-Chirurgischen Fakultät von Lissabon sowie 1882 Direktor (Enfermeiro-mor, wörtlich deutsch „Oberpfleger“) des Hospitals de São José. Carvalho war der erste Mediziner, der diesen Posten übernahm.
1858 wurde Carvalho erstmals zum Abgeordneten in den Cortes, dem portugiesischen Parlament, gewählt. Ab dem 18. März 1869 vertrat Carvalho die Kolonien Macau und Portugiesisch-Timor. Das Amt erhielt Carvalho. Dabei spielte es keine Rolle, dass er in Lissabon und nicht in den Kolonien lebte. De facto bedeutete ein einziger Abgeordneter für die beiden Kolonien, dass dieser vom bevölkerungsstärkeren Macau bestimmt wurde, während Timor leer ausging. Nach heftigen Protesten der portugiesischen Verwaltung auf Timor wurde der Kolonie ein eigener Sitz zugestanden. So wurde Carvalho 1871 mit 687 der 695 Stimmen zum alleinig für Timor zuständigen Vertreter gewählt. Die Teilnahme an der Wahl des Vertreters war aber stark eingeschränkt. Die 29 Stimmen aus dem Distrikt Batugade konnten mangels einer schreibkundigen Person nicht aufgenommen werden.
Weitere Ämter, die Carvalho innehatte, waren Ombudsmann der Sozialorganisation Santa Casa da Misericórdia de Lisboa, Mitglied der Königlichen Akademie der Wissenschaften, Mitglied des Conselho Superior de Instrução Pública und auf Lebenszeit Par do Reino, also Mitglied der Camara dos Pares, dem Oberhaus der Cortes. Carvalho arbeitete mit mehreren Zeitungen und Zeitschriften zusammen und gab mehrere Werke heraus.
Carvalho starb 1897 in seinem Haus in der Rua de São Roque (heute Rua da Misericórdia) in Lissabon an einer Anasarka, im Zusammenhang mit einer Herzverletzung, die er früher  erlitten hatte. Er wurde auf dem Friedhof von Alto de São João begraben.

## Auszeichnungen und Ehrungen

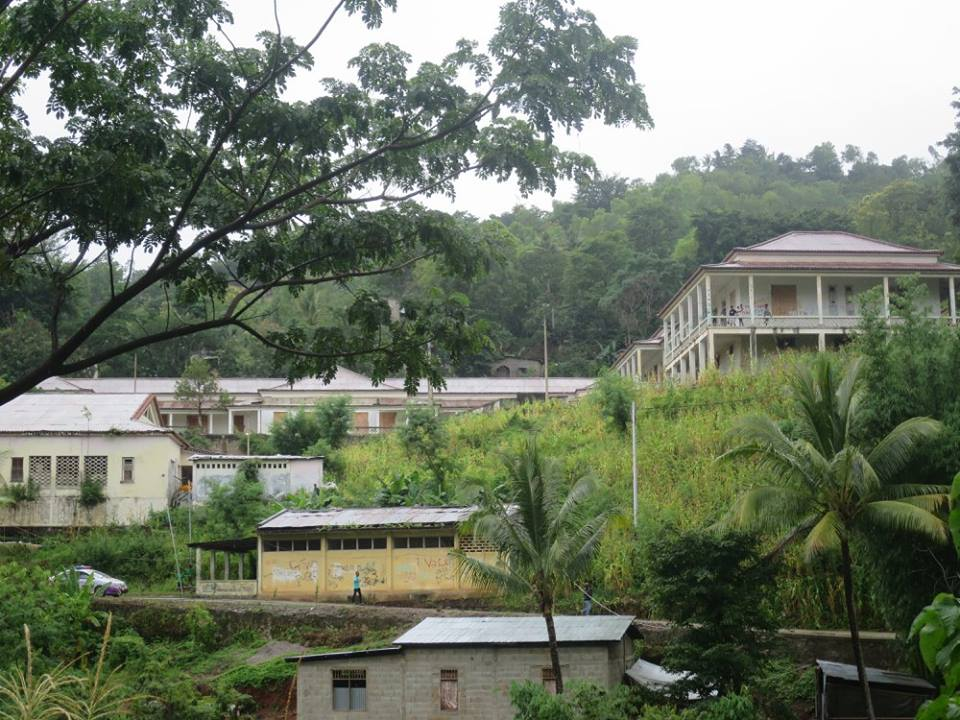
Das Dr.-Carvalho-Hospital in Osttimor

In Portugiesisch-Timor (heute Osttimor) wurde das Krankenhaus von Lahane nach Carvalho benannt.